# Питенхарт
Питенхарт (њем. Pittenhart) општина је у њемачкој савезној држави Баварска. Једно је од 35 општинских средишта округа Траунштајн. Према процјени из 2010. у општини је живјело 1.636 становника. Посједује регионалну шифру (AGS) 9189137.

## Географски и демографски подаци
Питенхарт се налази у савезној држави Баварска у округу Траунштајн. Општина се налази на надморској висини од 564 метра. Површина општине износи 27,9 km². У самом мјесту је, према процјени из 2010. године, живјело 1.636 становника. Просјечна густина становништва износи 59 становника/km².